# 西柳镇
西柳镇，是中华人民共和国辽宁省鞍山市海城市下辖的一个乡镇级行政单位，地处海城市西北部，东依市郊兴海管理区，南与感王镇为邻，西接中小镇，北隔海城河与东四街道相望，行政区域面积64.8平方千米。

## 行政区划
西柳镇下辖以下地区：
西柳社区、东柳社区、前柳社区、码头社区、后古社区、河树村、老君村、古树村、公怀村、盖家村、龙台村、坯厂村、大道村和石井村。

## 景点
西柳老栓动物园